# Tramlijn 16 (Amsterdam)
 Tramlijn 16 is een voormalige tramlijn in Amsterdam. Tot 22 juli 2018 reed deze op de route Centraal Station – Vijzelstraat – De Lairessestraat – De Boelelaan / VU. Na 105 jaar kwam het einde voor deze tramlijn, die sinds 1913 de verbinding tussen de Vijzelstraat en de De Lairessestraat via de Ferdinand Bolstraat had verzorgd.

## Beknopte geschiedenis

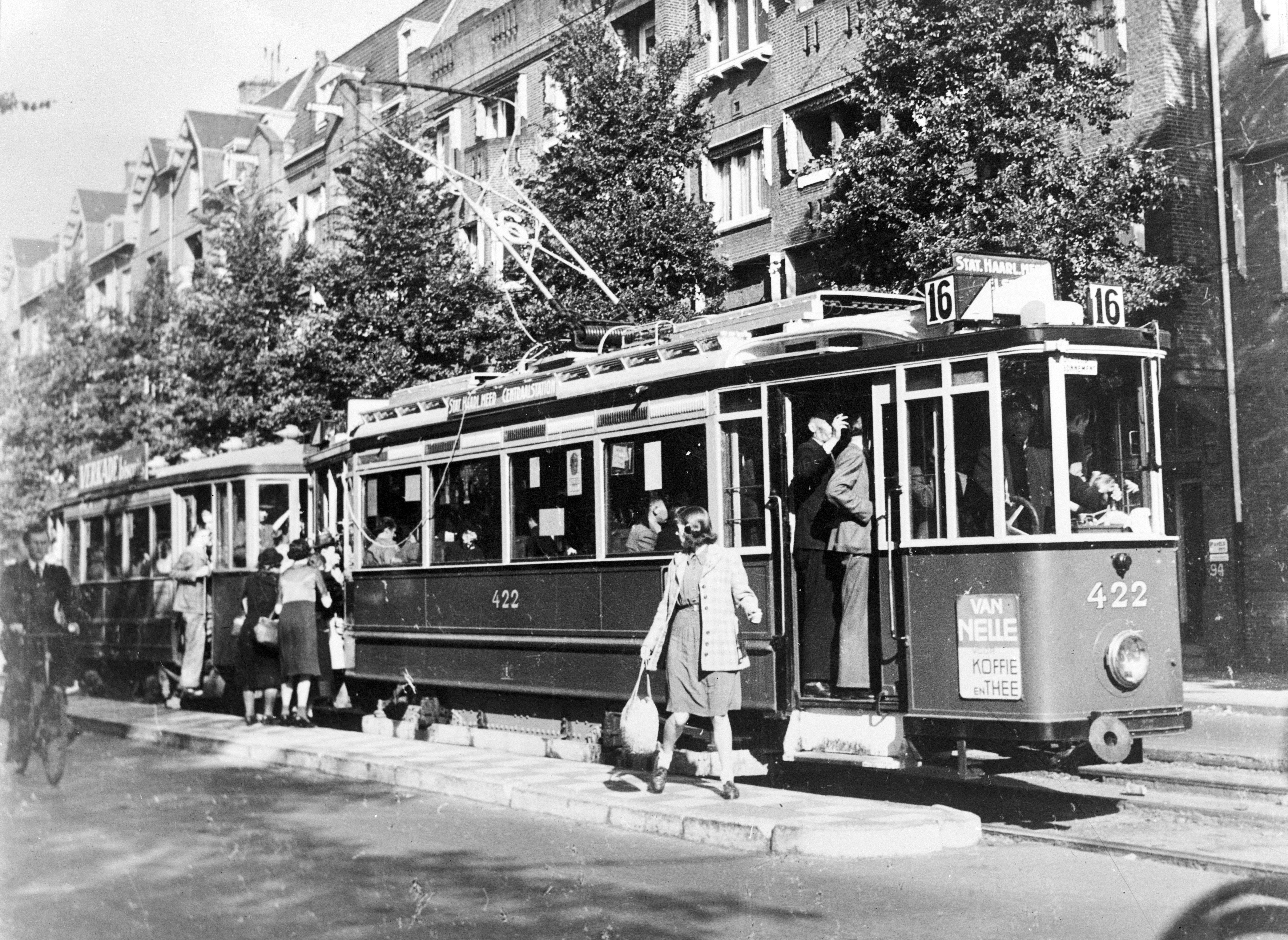
Tramlijn 16 met tweeassige motorwagen 422 in de De Lairessestraat; 1945.

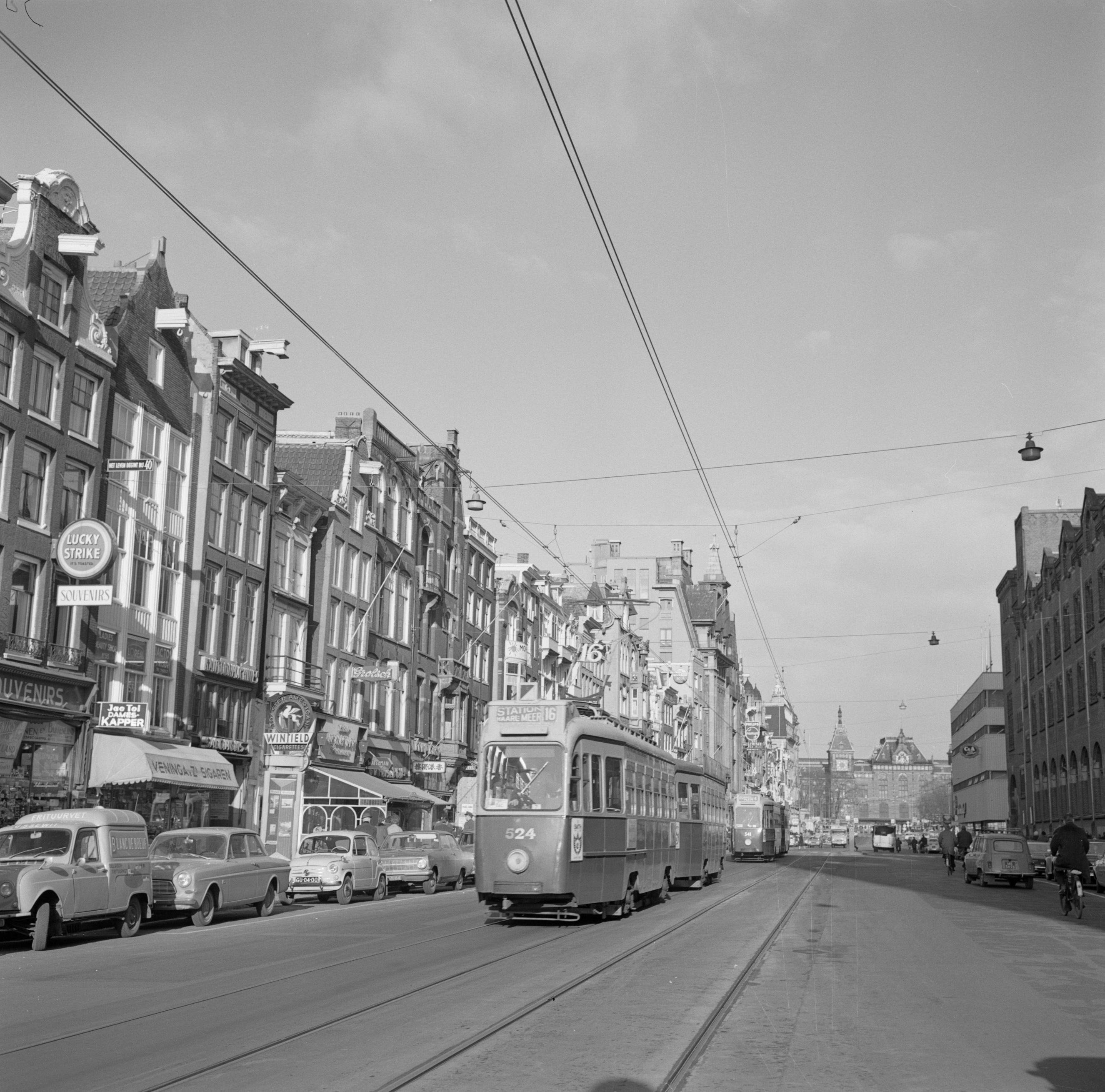
Tramlijn 16 met drieassige motorwagen 524 op het Damrak komende vanaf het Centraal Station; februari 1965.

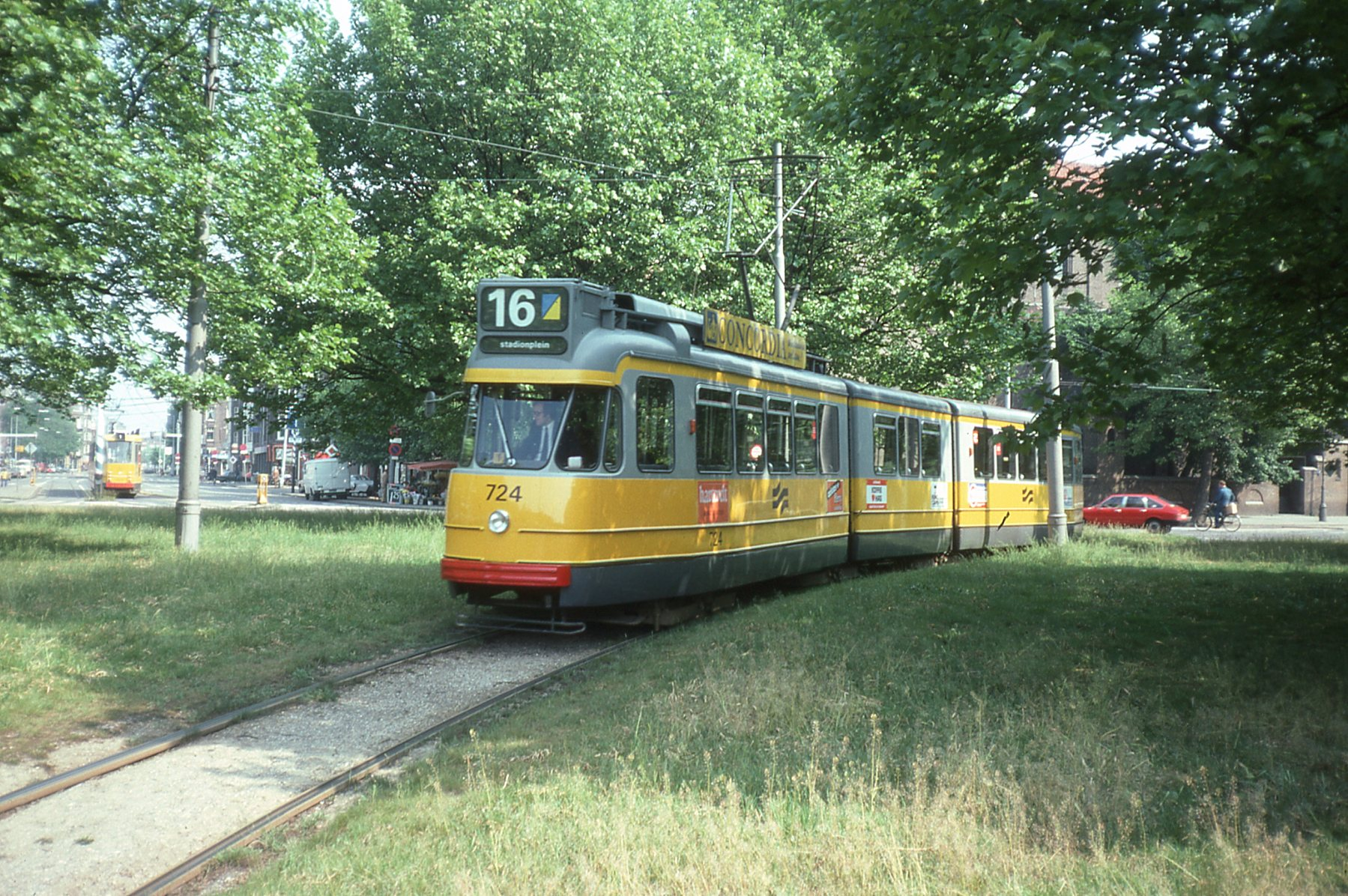
Tramlijn 16 met gelede wagen 724 (7G) in het Haarlemmermeercircuit aan de Amstelveenseweg; 1976.

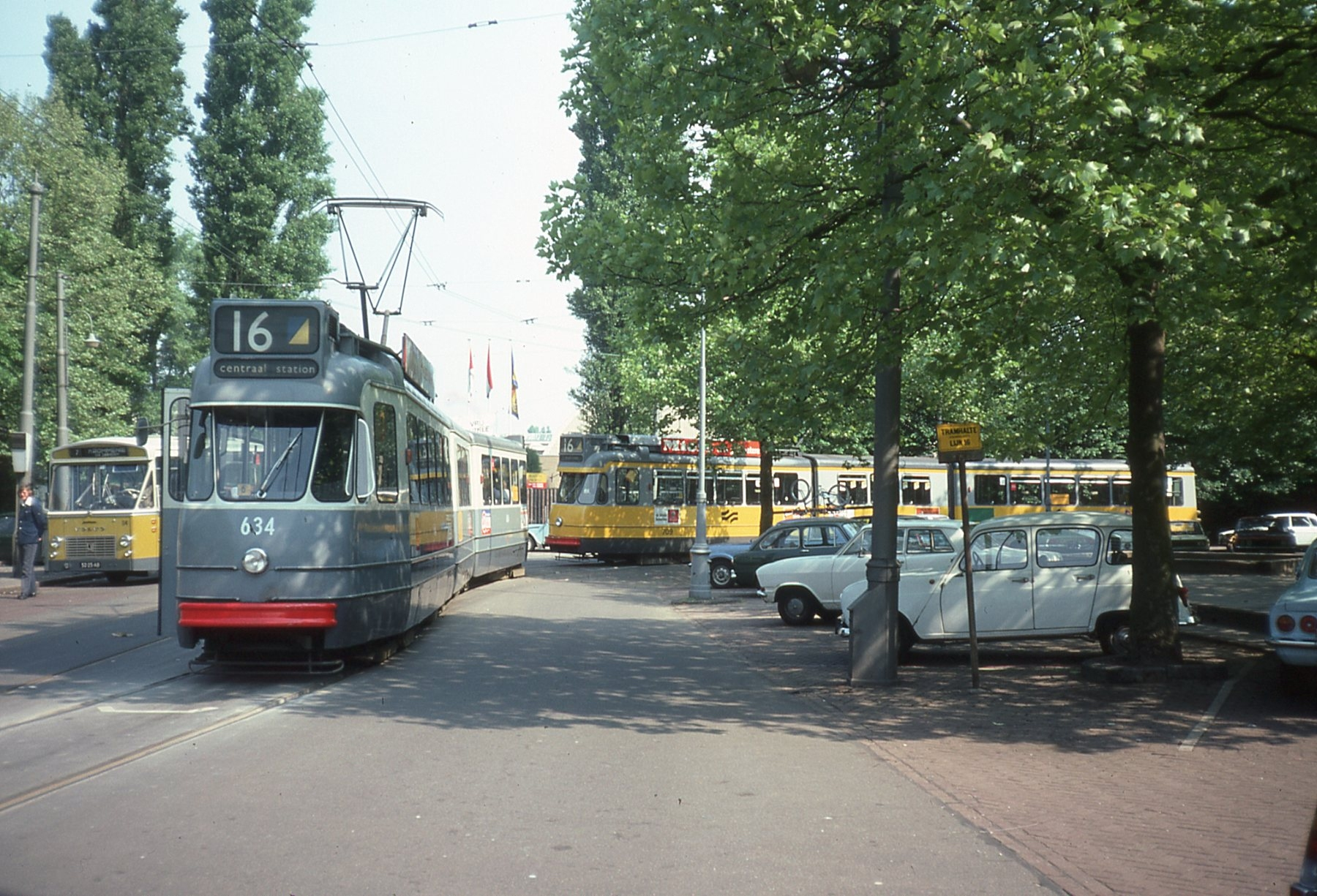
Tramlijn 16 met gelede wagen 634 (3G) op het eindpunt in de Stadionstraat, bij het Stadionplein; 1976.

Tramlijn 16 op de De Boelelaan, nabij de Vrije Universiteit.

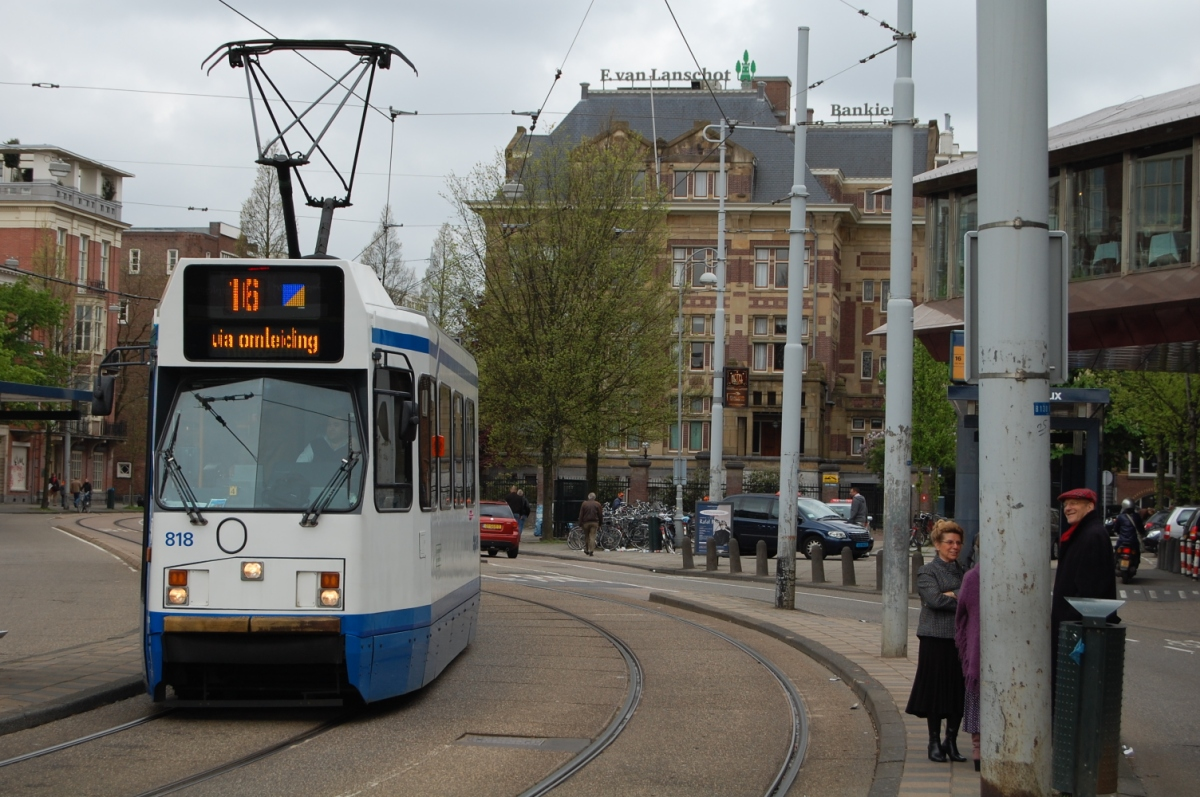
Tramlijn 16 op het Concertgebouwplein (Jan Willem Brouwersplein).

De Amsterdamse tramlijn 16 werd ingesteld op 15 augustus 1913 en ging toen een route berijden vanaf het Thorbeckeplein via de Reguliersdwarsstraat (andere richting Reguliersbreestraat) – Vijzelstraat – Ferdinand Bolstraat en dan via de nieuwe route via de Albert Cuypstraat – Ruysdaelstraat – Gabriël Metsustraat.
Na diverse verlengingen bereikte lijn 16, sinds 1923, via de De Lairessestraat en de Cornelis Krusemanstraat de Amstelveenseweg en kreeg een eindpunt in de Havenstraat naast het Station Willemspark (sinds 1933 Haarlemmermeerstation) via het kringspoor Amstelveenseweg – Vaartstraat – Baarsstraat.
Aan de andere kant, in de binnenstad van Amsterdam, werd lijn 16 in 1918 vanaf de Vijzelstraat verlengd via Muntplein – Rokin – Dam – Damrak naar het Beursplein. Vanaf 1921 werd doorgereden naar het Centraal Station.
Deze route bleef (sinds 1923) ongewijzigd tot 1971, toen lijn 16 via de Amstelveenseweg werd verlengd naar het Stadionplein, waar tot dan toe tram 1 haar eindpunt had. In 1973 werd ter verkorting van de rijtijd staduitwaarts een spoor aangelegd dwars door het circuit bij het Haarlemmermeerstation waardoor de lijn het circuit niet meer behoefde te ronden.
In 2003 kwam een verlenging via de Amstelveenseweg en de De Boelelaan tot stand naar een locatie tussen het VU Medisch Centrum (VUmc) en het eind van de Gustav Mahlerlaan. De tram kreeg hierdoor ook een halte onder het metrostation Amstelveenseweg van de Ringlijn (50).
In 2005 werd lijn 16 ook aan de andere kant verlengd: vanaf het Centraal Station via de De Ruijterkade naar de Passagiers Terminal Amsterdam (PTA) aan de Piet Heinkade. Saillant detail was dat lijn 16 indertijd in de richting PTA een rondje om het Open Havenfront moest rijden, totdat ten oosten van het Stationsplein een halte voor de richting PTA werd aangelegd. Met ingang van 28 mei 2006 is lijn 16 weer ingekort tot het Centraal Station. Het stuk naar de Passagiersterminal werd tot 1 januari 2012 overgenomen door lijn 25.
Per 10 december 2006 verliet tram 24 na 77 jaar haar eindlus tussen de Olympiaweg en de Stadionweg, en werd doorgetrokken via de in 2003 al door lijn 16 in gebruik genomen verlenging via de Amstelveenseweg en de De Boelelaan naar VUmc. Hierdoor kregen de lijnen 16 en 24 dezelfde eindpunten, maar tussen het Museumplein en Stadionplein verschillende routes.
Op de locatie van de keerlus van de tramlijnen 16 en 24 verrees vanaf 2012 als onderdeel van de Zuidas een nieuw gebouw. Daarom werd deze keerlus eind 2011 vervangen door een lus bij het voormalige voetbalveld direct ten noordwesten van de kruising van de Buitenveldertselaan / De Boelelaan. Bijkomend voordeel is dat het nieuwe eindpunt recht voor de hoofdingang van de Vrije Universiteit kwam te liggen. De werkzaamheden hiervoor startten in het najaar van 2010. Hoewel tramlijn 5 vlak langs het nieuwe eindpunt rijdt is er geen spoorverbinding. De nieuwe lus van de lijnen 16 en 24 werd per 31 oktober 2011 in gebruik genomen.
Vanaf 11 mei 2016 was lijn 24 tijdelijk opgeheven. De meeste vrijkomende trams werden ingedeeld op lijn 16 die ter compensatie hiermee een forse frequentieverhoging kreeg. Na de zomer werd de frequentie vooral in de middagspits weer verminderd.

## Tijdelijke en definitieve opheffing
Op 18 april 2017 werd lijn 16 tijdelijk opgeheven wegens werkzaamheden, inclusief vernieuwing van de tramsporen, in de De Lairessestraat en Cornelis Krusemanstraat. Lijn 24 kwam op dezelfde datum weer in dienst en ging ter compensatie vaker rijden, evenals lijn 2.
Op 19 februari 2018 kwam lijn 16 voor enkele maanden terug, om op 22 juli 2018, de dag dat de exploitatie op de Noord-Zuidlijn startte, definitief te worden opgeheven. De halte Albert Cuypmarkt was bij de herinrichting van de Ferdinand Bolstraat in 2017 al weggehaald in verband met de herinrichting van de straat.
Met de opheffing van lijn 16 werden de volgende straten per 22 juli 2018 tramloos: Albert Cuypstraat – Ruysdaelstraat – Johannes Vermeerstraat – Gabriël Metsustraat – De Lairessestraat – Cornelis Krusemanstraat – Amstelveenseweg tot Stadionplein. De niet meer door lijn 16 bereden sporen blijven beschikbaar voor remiseritten en omleidingen.

## Vrije Geer
In de jaren 80 was in Amsterdam het idee om tramlijn 16 te verlengen, via een route onder of boven de Schinkel en via de Henk Sneevlietweg naar Nieuw Sloten en de Middelveldsche Akerpolder. Ook zou de route in de De Lairessestraat worden versneld door opheffing of samenvoeging van enkele haltes waardoor een sneltramkarakter zou ontstaan. Voorts waren er plannen de route te verleggen onder het Rijksmuseum in plaats van de Albert Cuypstraat maar dat plan was omstreden en vond dan ook geen doorgang.
Er waren indertijd diverse alternatieven, zowel voor de verbinding van Nieuw Sloten, als voor de verbinding van De Aker. Het indertijd door B&W van Amsterdam voorgestelde plan betekende het verdwijnen van het laatste stukje ongerepte veenweidelandschap naast het oude dorp Sloten.
Het betreffende stuk land, bekend als de Vrije Geer, bleef onbebouwd na een Amsterdams referendum over dit weiland, dat in 1995 werd gehouden en waarbij de meerderheid zich tegen dit plan uitsprak. Uiteindelijk bleef tramlijn 2 gehandhaafd op de in 1991 in gebruik genomen verlenging naar Nieuw Sloten en werd lijn 1 in 2001 naar De Aker verlengd, terwijl lijn 16 over de Amstelveenseweg bleef rijden.

## Varia
- Van het kringspoor Vaartstraat / Baarsstraat was tot 2018, 47 jaar na de opheffing, nog steeds een stukje rails op de hoek van de Vaartstraat en de Amstelveenseweg aanwezig. Bij de renovatie van de Amstelveenseweg werden in juli 2018, de maand waarin lijn 16 werd opgeheven, de rails opgebroken.

- Tot 1948 kende lijn 16 een bijzonder vervoer in de vorm van verdachte die van het huis van bewaring aan de Havenstraat naar het gerechtshof of elders werden overgebracht. Dit geschiedde met twee bewakers en de verdachte op het voorbalkon, niet geboeid maar wel met stokken onder de broekspijpen.[5]